# 盤陀訶羅
盤陀訶羅又译为宰相，為十九世紀之前；歐洲勢力未進入馬來西亞之前，該地區重要的行政官職，此職位不但於平時管理國家內外政事，戰爭爆發時亦領導軍隊參戰，即相當於中國的宰相兼樞密使或伊斯蘭世界的維齊爾。地位僅次於統治者，此官職於马六甲苏丹王朝、霹雳苏丹国、柔佛苏丹国尤其重要。該官職通常由地區統治者蘇丹任命，並擁有頗重權力，該官職能世襲。

## 起源
盤陀訶羅（以下称宰相）的职位最早起源于马六甲苏丹王朝，地位僅次於国家蘇丹，也是王国内可以接近苏丹的3个职位之一。在马来人编写《马来史记》中，宰相在王国内除了拥有重大的行政权力之外，对苏丹也有重大的影响。
宰相职位是由不具王族血统的贵族担负，而其儿女通常是苏丹的配偶而成为外戚，因此对左右王位继承人的人选，有着重大的影响力，如果苏丹没有子嗣，还可以继承王位。当苏丹外出时，宰相得代行苏丹权限。
宰相在战争时期，是军队的最高统帅，对军队的指挥影响頗重。由于宰相职位可以世襲，因此宰相的家族多是担责王国军队的重要官员，如天猛公职位。因此，当苏丹逃亡外地时，宰相便是苏丹唯一的保护人。